# Ludwig Emil Meier

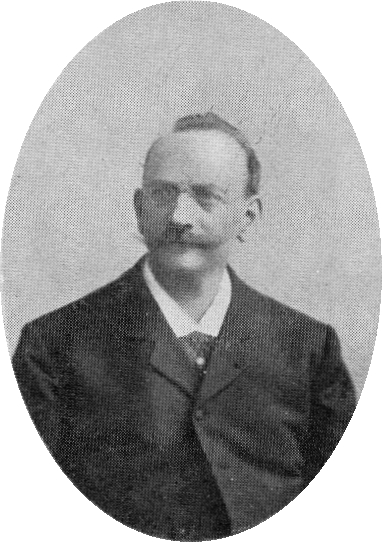
Meier (1906)

Ludwig Emil Meier (* 16. Februar 1847 in München; † 1919 ebenda) war ein deutscher Esperantist, Kapitän und Schriftsteller.

## Leben
Meier nahm am Österreichisch-Preußischen Krieg 1866 teil und wurde verwundet. Mindestens schon nach 1883 war er Volapükist und wurde wichtiger Esperanto-Aktivist, und das nicht nur in München. Bereits 1889 kam er in Berührung mit der Internationalen Sprache. Der „Nestor“ der deutschsprachigen Esperantobewegung gründete 1891 den Verein Societo Esperantista in München. Bereits im Februar 1891 war er nicht nur Mitarbeiter der Zeitschrift  La Esperantisto bzw. sorgte dafür, dass sie in einigen öffentlichen Leseräumen Münchens auslag, sondern betrieb auch unermüdlich Werbung. In der Märznummer von La Esperantisto erschien eine eigene Werbeannonce für Die Internationale Sprache Esperanto.
Meier schrieb ein Lehrbuch für Deutschsprachige und erhielt dafür in der Aprilnummer von La Esperantisto gute Kritiken. Meier sprach kurz vorher dermaßen überzeugend im Wirtschaftsverein Merkur in München, dass man dort beschloss, bald Esperantokurse für Mitglieder einführen zu wollen. Tatsächlich erschien danach im Lokal-Anzeiger Münchner Neueste Nachrichten Nr. 189 eine Anzeige über kostenlosen Esperantounterricht im Verein Merkur.
Danach zog Meier nach Nürnberg, wo er sein Wirken fortsetzte. 1903 plante er, eine deutschlandweite Vereinigung namens GES zu gründen. Doch nur zehn der 100 ihm bekannten Esperantisten hätten sich zu einer Mitgliedschaft bereit erklärt. Im Jahre 1904 kam er in die bayerische Hauptstadt zurück. In den Zeitungen Münchener Neueste Nachrichten, Allgemeine Zeitung und Neues Münchner Tageblatt erschienen Artikel von Meier über Esperanto.
1908 wechselte Meier zur Ido-Bewegung, kam aber bereits zwei Jahre danach zu Esperanto zurück.

## Schriftstellerisches Wirken
Meier verfasste 1891 La Lingvo Internacia Esperanto mit dem Titelzusatz Vollständige Grammatik der Internationalen Sprache Esperanto (München), das 1903 unter dem erweiterten Titel Vollständige methodische Grammatik, Formenlehre und Syntax der internationalen Sprache Esperanto ebenfalls in München neu verlegt wurde. Des Weiteren erschienen von ihm die Liederbücher Germanaj kantoj popolaj kaj studentaj (Berlin, 1907) sowie Esperantista Kantaro (1907; 2. Auflage 1913). 1912 erschien in Magdeburg sein Werk Kvin noveloj esperantigitaj laŭ germanaj aŭteroj im Verlag Centra eldonejo por Esperanto kaj Stenografio. Er übersetzte Wilhelm Tell von Friedrich Schiller (1906), Hochzeit auf Capri von Paul Heyse (1906), ein Kapitel aus Das Liebesleben in der Natur von Wilhelm Bolsche (1906), Das Kloster bei Sendomir von Franz Grillparzer (1907), Fabeln von Gotthold Ephraim Lessing (1921).
Er schrieb für die Zeitschriften La Esperantisto, Revuo Internacia und Danubo. 1904 war er Redakteur der Zeitschrift Münchena Esperantisto.